# De zaak M.P.

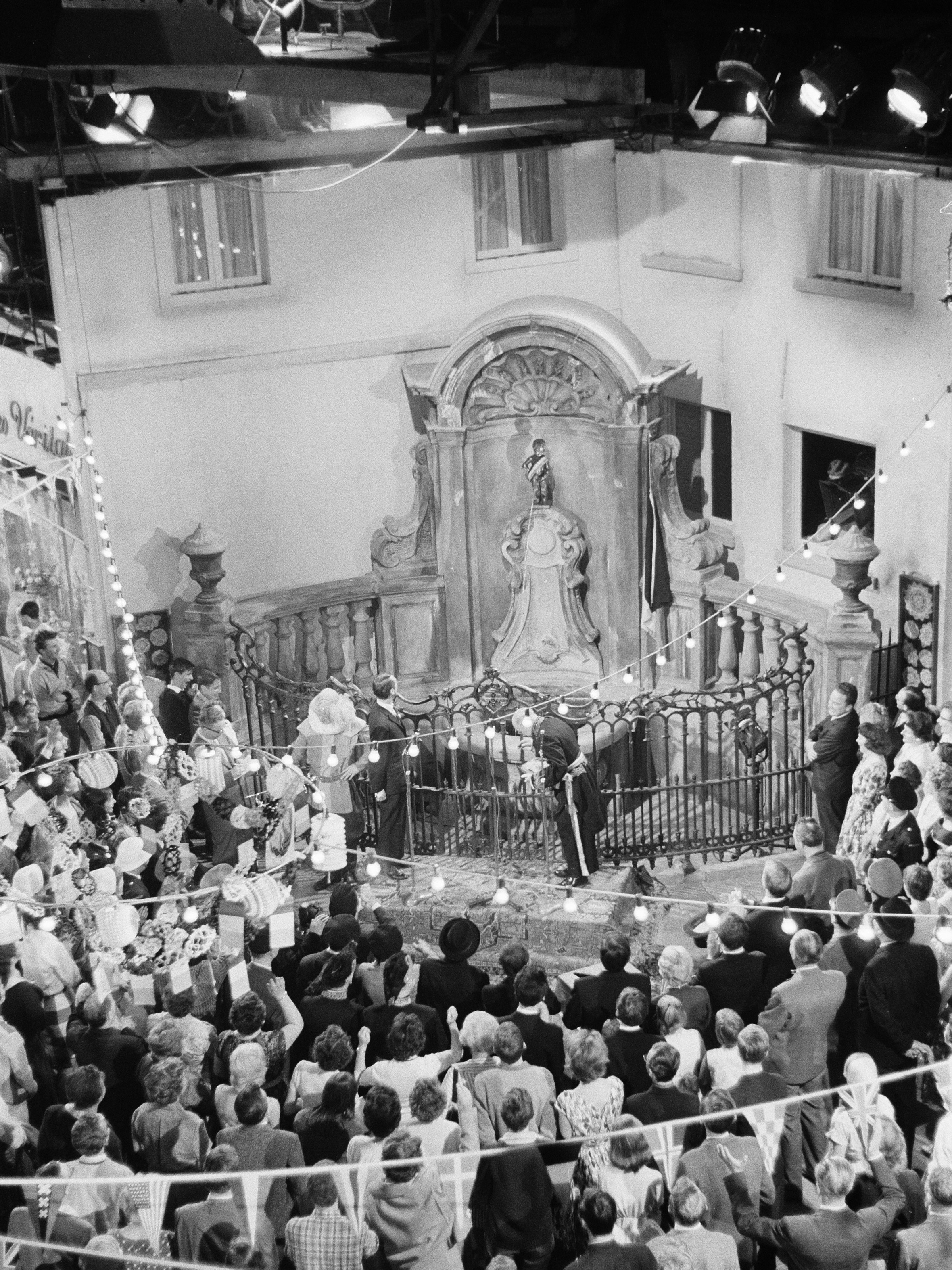
Voor de filmopnames werd in de Cinetone studio in Amsterdam een stukje Brussel nagebouwd.

De zaak M.P. is een Nederlands-Belgische zwart-witfilm uit 1960 van Bert Haanstra. Voluit heet de film De zaak Manneken Pis, maar omdat de Filmkeuring dat toch wat te grof vond klinken, werd de titel tot De zaak M.P. afgekort. De internationale titel is The M.P. Case (The Manneken Pis Case).
De film ontstond naar aanleiding van de vele op- en aanmerkingen over Belgen, zoals moppen en spotprenten, maar dit gebeurde ook vice versa.
Bert Haanstra was achteraf niet tevreden over het eindresultaat. Toch werd de film door circa 746.000 mensen bezocht.
De film kan wel gezien worden als een uitvergrote herhaling (met ook veel van dezelfde personele bezetting) van Fanfare (1958), dat de controverse uitbeeldt tussen twee delen van een fanfarekorps, waarbij over en weer het vaandel gestolen wordt. Hier wordt de klassieke tegenstelling Nederland-België uitgebeeld, en worden over en weer het beeldje Manneken Pis en het in Nederland (kennelijk) wereldberoemde beeldje van Hans Brinker gestolen. De film werd in de Amsterdamse Cinetone studio gefilmd, met (voornamelijk) Nederlandse acteurs maar speelt zich bijna uitsluitend af in Brussel. Het is overduidelijk dat de opdracht om overtuigende Vlamingen neer te zetten zelfs de grote Nederlandse acteurs te veel is, zodat het de film aan couleur locale ontbreekt.
Het is het filmdebuut van Ramses Shaffy, die een ballerige Nederlandse student neerzet.

## Verhaal
Na een voetbalwedstrijd Nederland-België steelt een verliefde man het beeldje Manneken Pis in Brussel van zijn sokkel, om indruk te maken op de vader van zijn vriendin. Als Belgiës grote trots gestolen is barst de woede los. Vooral Philidoor, de bewuste vader, die als gids aan toeristen het beeldje laat zien, wil een klopjacht op de dader inzetten en de pijlen worden al gauw gericht op Nederland. Daar wordt als tegendaad het beeld van Hans Brinker gestolen. In Nederland en België lopen de gemoederen hoog op, maar na enkele omzwervingen van de beeldjes, komen beide partijen tot een schikkelijk einde.

## Rolverdeling
| Acteur             | Personage        |
| ------------------ | ---------------- |
| Albert Mol         | Kamiel           |
| Ko van Dijk        | Philidoor Peters |
| Julia de Gruyter   | Leontien         |
| Ingrid Valerius    | Denise Peters    |
| Mieke Verstraete   | Mevrouw Peters   |
| Kees Brusse        | Sus              |
| Julien Schoenaerts | Gaston           |
| Marcel Cauwenberg  | Commissaris      |
| Bernard Droog      | Jef              |
| Germaine Loosveldt | Ursula           |
| Jaques Germain     | Prosper          |
| Robert Maes        | Marcel           |
| Ramses Shaffy      | Karel Vos        |

Verder spelen onder anderen Jules Croiset, Herbert Joeks, John Leddy en Piet Römer mee.

## Rekwisieten en locaties
- Het beeldje van Hans Brinker werd speciaal voor de film ontworpen door de beeldhouwer Johan Jorna. Een bronzen versie ervan, met de Friese titel 't Jonkje (Het Jongetje) staat sinds 1962 in Harlingen.[1]
- Hoewel het pleintje bij Manneken Pis in de studio werd nagebouwd, werden ook veel locatie-opnamen in België gemaakt. In de film zijn o.a. het Atomium, het begijnhof van Hoogstraten en het belfort van Lier te zien.